# 3022 Dobermann
3022 Dobermann је астероид чија средња удаљеност од Сунца износи 1,931 астрономских јединица (АЈ).
Апсолутна магнитуда астероида је 13,4.